# Стрелка (деревня, городской округ Сокольский)
Стре́лка — деревня в городском округе Сокольский Нижегородской области России.

## География
деревня находится на северо-западе Нижегородской области, в пределах Волжско-Ветлужской низменной равнины, в зоне хвойно-широколиственных лесов, на левом берегу реки Шомохта, на расстоянии 17 км к юго-востоку (по прямой) от Сокольского, административного центра округа.

### Климат
Климат характеризуется как умеренно континентальный, с умеренно жарким коротким летом и холодной многоснежной зимой. Средняя температура воздуха самого холодного месяца (января) составляет −12 °C (абсолютный минимум — −46 °С); самого тёплого месяца (июля) — 18,5 °C (абсолютный максимум — 37 °С). Годовое количество атмосферных осадков не превышает 600 мм. Снежный покров устанавливается во второй половине ноября и держится 150—155 дней.

## Население
| 2002 | 2010 |
| ---- | ---- |
| 0    | →0   |